# Francisco da Silva Júnior
Francisco da Silva Júnior, mais conhecido como Chiquinho (Paulínia, 30 de dezembro de 1961) é um treinador de futebol e ex-futebolista brasileiro que atuava como lateral-direito.

## Carreira

### Futebolista
Nasceu em Paulínia-SP, onde trabalhou como mecânico e servente de pedreiro. Começou a carreira nos juvenis do Guarani em 1977. Ainda na base, foi vice-campeão sul-americano juvenil e venceu duas vezes o Torneio de Toulon pela Seleção Brasileira.
Em 1982, ele foi emprestado para o America-RJ por 1,5 milhão de cruzeiros. Pelo clube, venceu o Torneio dos Campeões da CBF daquele ano.
No primeiro semestre de 1984, atuou pelo Palmeiras. Estreou em 19 de fevereiro, no empate em 1x1 contra o Flamengo, pelo Campeonato Brasileiro. Ficou no clube até junho, onde atuou em 17 jogos, sem marcar gols.
Em 1984, teve seu passe vendido pelo Guarani ao Santos Futebol Clube. No clube, foi um dos heróis santistas na conquista do Paulista de 1984.
Após dois anos no Santos, Chiquinho foi atuar no Juventus. No Moleque Travesso, foi campeão do Torneio de Início em 1986.
Comprado pro três milhões de cruzados, Chiquinho chegou no Atlético Mineiro em 1987 com a missão de ocupar a vaga deixada por Nelinho. Estreou em 4 de agosto, em amistoso contra o PSV, da Holanda.
Ficou no clube até 1988, no qual foi campeão mineiro em 1988, disputou 48 jogos e marcou 16 gols.
Em 1989, Chiquinho retornou ao futebol paulista, desta vez para jogar pela Portuguesa. Sua passagem pelo Canindé foi curta e no ano seguinte ele se transferiu para o Internacional de Porto Alegre.
No Inter, não rendeu o esperado e o time quase foi rebaixado no Brasileirão.
Jogou um ano no Internacional e em 1991 foi negociado para o rival Grêmio. Estreou justamente contra seu ex-clube, o Inter, num empate sem gols em 18 de fevereiro. Pelo Grêmio, marcou 4 gols em 52 partidas, ficando até abril de 1992.
Depois do Grêmio, ainda atuou pelo Ituano no Paulistão de 1992, Noroeste (1993), Remo (1994 e 1995) e Ponte Preta (1996), onde encerrou a carreira.

### Fora dos campos
Cuidou do departamento de futebol do Guarani-B, que jogava com nome de Pirassununguense e do Projeto Bugrinho, e em seguida assumiu o time sub-13 do Palmeiras, em 2007.
Em 2007, no Palmeiras, foi técnico campeão do time Dente-de-leite e em 2008, conquistou de maneira invicta o inédito título do Campeonato Paulista da categoria sub-11.

### Títulos
Seleção Brasileira Sub-20
- Torneio Internacional de Toulon: 1980

America-RJ
- Torneio dos Campeões da CBF: 1982[11]

Santos
- Campeonato Paulista: 1984

Juventus
- Torneio Início: 1986

Atlético-MG
- Campeonato Mineiro: 1988